# Warangal (Distrikt)
Der Distrikt Warangal (Telugu వరంగల్ జిల్లా, Urdu وارنگل ضلع), 2016 bis 2021 Warangal Rural, ist ein Distrikt des indischen Bundesstaats Telangana. Der Verwaltungssitz befindet sich im Ort Hanumakonda im benachbarten gleichnamigen Distrikt (Stand 2021).

## Geographie
Der Distrikt liegt östlich zentral in Telangana. Die angrenzenden Distrikte sind Hanumakonda und Jangaon im Westen, Jayashankar Bhupalpally im Norden, Mulugu im Nordwesten, sowie Mahabubabad im Süden und Südwesten.

## Geschichte

DistriktWarangal im Juni 2014 nach der Bildung Telanganas

Warangal teilte die Geschichte Telanganas. Ältere Namen des Distrikts sind Oragallu oder Ekashila Nagar. Seit dem Jahr 1726 gehörte das Gebiet Telanganas zum Staat Hyderabad, der sich vom Mogulreich abgespalten hatte. Ab Ende des 18. Jahrhunderts geriet Hyderabad in ein dauerhaftes Abhängigkeitsverhältnis zur Britischen Ostindien-Kompanie und wurde später ein Fürstenstaat in Britisch-Indien. 1948 wurde Hyderabad in das im Vorjahr unabhängig gewordene Indien integriert. 1956 wurde Hyderabad im States Reorganisation Act nach linguistischen Gesichtspunkten aufgeteilt, und die Telugu-sprachige Region Telangana kam zum Bundesstaat Andhra Pradesh. 2014 wurde Telangana ein eigener Bundesstaat. Am 11. Oktober 2016 erfolgte in Telangana eine neue Distrikteinteilung und aus den alten zehn Distrikten wurden 31. Aus Teilen des alten Distrikts Warangal (12.846 km², 3.512.576 Einwohner) entstanden die beiden Distrikte Warangal Urban (1309 km², 1.080.858 Ew.) und Warangal Rural (2175 km², 718.537 Ew.). Am 12. August 2021 wurde der Name Warangal Urban in Hanumakonda geändert und aus Warangal Rural wurde Warangal. Dabei wurden auch die Grenzen zwischen Hanumakonda und Warangal neu gezogen. Nach dieser erneuten Grenzkorrektur betrug die Fläche des Distrikts Warangal 1784,80 km² und die Einwohnerzahl lag bei 737.148 (alle vorgenannten Einwohnerzahlen bezogen auf das Jahr 2011).

## Bevölkerung
Bei der Volkszählung 2011 wurden im Gebiet des späteren Distrikts in seinen Grenzen ab 2021 737.148 Einwohner (369.551 männlich, 367.597 weiblich) gezählt. 227.091 Personen (30,8 %) lebten in städtischen Siedlungen. Die Alphabetisierungsrate lag bei 64,6 % (Männer 74,7 %, Frauen 54,4 %) und lag damit leicht unter dem Mittelwert des Bundesstaats (66,54 %). 116.195 Personen (15,8 %) gehörten zu den scheduled castes, d. h. den registrierten unterprivilegierten Kasten und 106.860 (14,5 %) zu den scheduled tribes, der registrierten indigenen Stammesbevölkerung (Adivasi).

## Verwaltung
2022 war der Distrikt in 13 Mandals eingeteilt: Chennaraopet, Duggondi, Geesugonda, Khanapur, Khila Warangal, Nallabelly, Narsampet, Nekkonda, Parvathagiri, Raiparthy, Sangem, Warangal und Wardhannapet.

## Wirtschaft
Der Distrikt ist landwirtschaftlich geprägt. Hauptsächlich werden Baumwolle, Reis, Mais und Wassermelonen angebaut.

## Besonderheiten

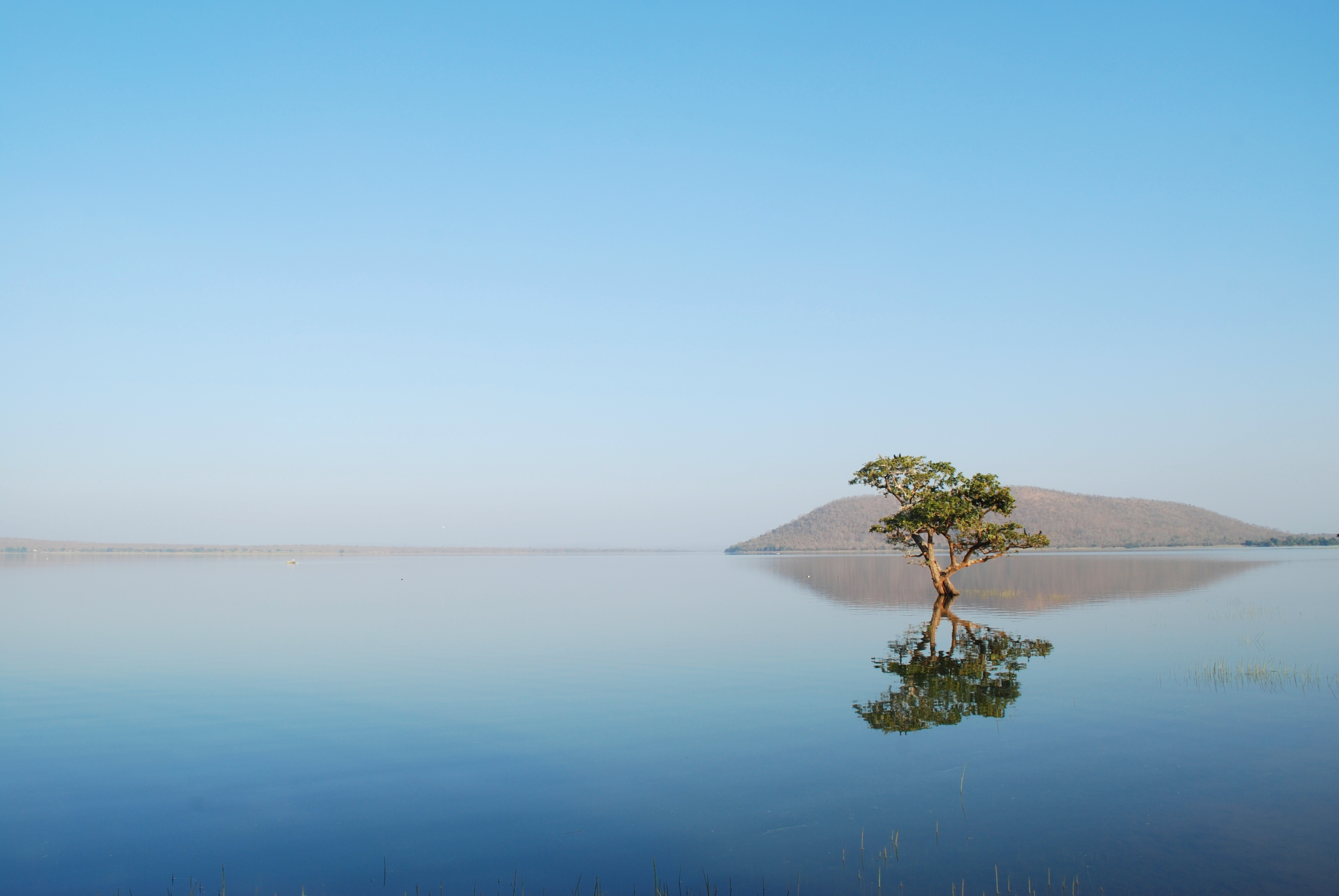
Pakhal-See

Im Distrikt befindet sich der Pakhal-See, ein schon im Jahr 1213 zur Zeit der Kakatiya-Dynastie künstlich angelegter See mit dem umliegenden, 839 km² umfassenden Pakhal-Naturschutzgebiet.